# 宋照
宋照（？—1737年），字謹涵，號喜墨，江蘇蘇州府長洲縣人，清朝三禮館職官。宋邦綏父親。

## 生平
宋照為沈萬三女婿宋通（字文傑）裔孫，祖父宋王年，父宋兆鶴（字聞士，號信天），兄宋周臣（字霖須，號慎齋）官至刑部郎中。宋照幼失祜，為長洲庠生，康熙五十年（1711年）辛卯科江南鄉試舉人，五十七年（1718年）戊戌科二甲第二十二名進士，選翰林院庶吉士，受薦舉博學鴻詞科。因文忤雍正帝遭革職歸里，閉門讀書教子。雍正年間在元和縣知縣江之煒等帶領下總裁《元和縣志》，十三年（1735年）在蘇州府知府姚孔鈵倡議下，與蔣曰樑、繆曰芑等縉紳共同創辦慈善機構“錫類堂”。乾隆二年（1737年）由朱軾等舉薦任三禮館纂修官，同年因勞卒於官。宋照著有《禮經彙解》、《史間》及《息軒雜文集》等書，沈德潛輯《國朝詩別裁集》第二十四卷收錄其詩《霧凇》與《白雲寺閣次壁間張使君韻》二首。宋照有子宋祿綏（字尚迪）娶蔣曰樑第五女，還有子宋邦綏官至戶部右侍郎。宋邦綏子宋思仁（字藹若，號汝和，1730-1807）於乾隆二十九年（1764年）重修“宋氏三賢祠”祭祀先祖宋通、曾祖宋兆鶴及祖父宋照，彭啟豐著有《宋氏三賢祠記》。